# 库克-海尔布伦噻唑合成
库克-海尔布伦噻唑合成（Cook–Heilbron thiazole synthesis）指α-氨基腈与二硫化碳反应合成5-氨基-2-巯基噻唑。